# Базельская голубка
«Ба́зельская голу́бка» (нем. Basler Taube; алем. нем. Basler Dybli) — филателистическое название первой и единственной стандартной почтовой марки швейцарского кантона Базель 1845 года.

## Описание
Номинал — 2½ раппена. Марка была разработана архитектором Мельхиором Берри. На ней изображена белая голубка, несущая письмо в клюве, выполненная тиснением. Это первая трёхцветная марка в мире, напечатанная чёрным, тёмно-красным и синим цветами.

## История
Марка была выпущена 1 июля 1845 года. Печаталась фирмой «Кребс» во Франкфурте-на-Майне. Находилась в почтовом обращении до 30 сентября 1854 года.
Мельхиором Берри был также выполнен почтовый ящик с изображением «Базельской голубки», который укреплён в Базеле на городских средневековых воротах Шпалентор.

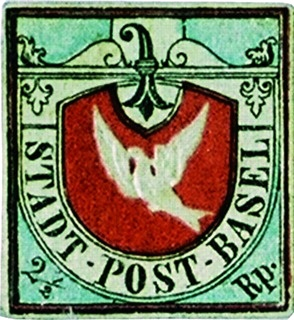
Марка с ошибкой печатной пластины нем. «Haube auf Taube» («Хохолок на голубке»){{подст:АИ}}.
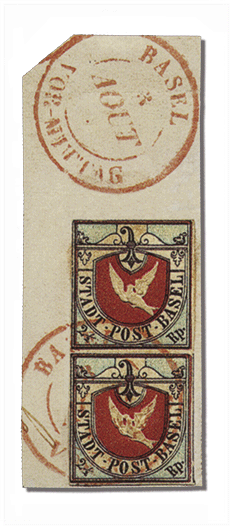
Вертикальная сцепка «Базельской голубки» с ошибкой «Haube auf Taube» и почтовым штемпелем «BASEL 3 AOUT VOR-MITTAG» — единственным известным гашением «до обеда» («VOR-MITTAG»). Продана на 96-м аукционе Corinphila в марте 1997 года за 170 000 швейцарских франков